# Monotaxis bracteata
Monotaxis bracteata är en törelväxtart som beskrevs av Christian Gottfried Daniel Nees von Esenbeck och Johann Friedrich Klotzsch. Monotaxis bracteata ingår i släktet Monotaxis och familjen törelväxter. Inga underarter finns listade i Catalogue of Life.